# Joachim Sauer

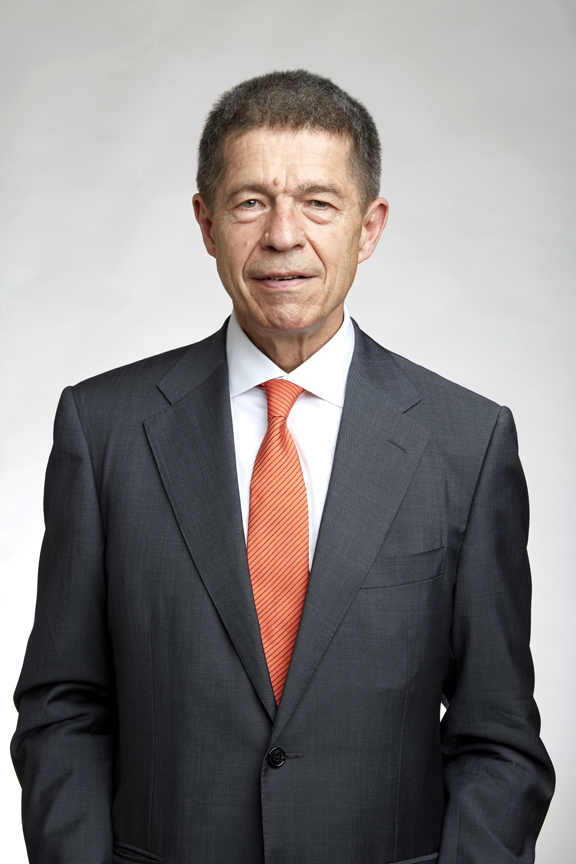
Joachim Sauer (2018)

Joachim Sauer (* 19. April 1949 in Hosena, damals Landkreis Hoyerswerda, Sachsen; heute Brandenburg) ist ein deutscher Quantenchemiker sowie Physikochemiker. Er ist der Ehemann der ehemaligen deutschen Bundeskanzlerin Angela Merkel.

## Leben
Sauer wurde 1949 als Sohn des gelernten Konditors und Versicherungsmaklers Richard Sauer in Hosena, damals Sachsen, geboren. Er hat eine Zwillingsschwester und einen älteren Bruder. Sein Vater Richard starb 1972, die Mutter Elfriede Sauer lebte bis 1999.
Sauer ist Vater zweier Söhne (Adrian und Daniel Sauer). Sie stammen aus seiner früheren Ehe mit einer Chemikerin, die 1985 geschieden wurde.
Seit dem 30. Dezember 1998 ist er mit der Physikerin und früheren Bundeskanzlerin Angela Merkel verheiratet, die er an der Akademie der Wissenschaften der DDR in Berlin-Adlershof kennengelernt hatte.

### Berufliche Laufbahn
Sauer besuchte die Polytechnische Oberschule Walther Rathenau in Senftenberg und absolvierte im Zeitraum 1963 bis 1967 eine Berufsausbildung mit Abitur zum Chemielaboranten im Braunkohlenkombinat Lauchhammer. Nach dem Abitur mit Prädikatszeugnis studierte er von 1967 bis 1972 an der Berliner Humboldt-Universität Chemie bis zum Abschluss als Diplom-Chemiker. Darauf war er von 1973 bis 1976 an der Humboldt-Universität als Forschungsstudent tätig und wurde 1974 mit der Arbeit Konsequenzen des Koopmansschen Theorems in den Restricted Hartree Fock Methoden für open-shell-Systeme summa cum laude zum Dr. rer. nat. (Promotion A) promoviert. Von 1977 bis 1991 war er am Zentralinstitut für physikalische Chemie der Akademie der Wissenschaften der DDR (Standort Berlin-Adlershof) tätig. In dieser Zeit arbeitete er unter anderem zwölf Monate als Postdoc am Heyrovský-Institut in Prag bei Rudolf Zahradník und, da er seit 1988 Reisekader war, an der Universität Karlsruhe (TH) bei Reinhart Ahlrichs.
Während seiner Zeit am Zentralinstitut für Physikalische Chemie wurde Sauer 1985 mit einer Studie über Quantenchemische Untersuchungen aktiver Zentren und adsorptiver Wechselwirkungen von SiO2- und Zeolithoberflächen zum Dr. sc. nat. (Promotion B) habilitiert. 1990 erhielt er die Lehrbefähigung (facultas docendi) der Humboldt-Universität.
Nach der deutschen Wiedervereinigung war Sauer 1990/91 für ein Jahr bei dem Technologieunternehmen BIOSYM Technologies in San Diego technischer Direktor für Katalyse. In der Zeit von 1991 bis 2002 war er für die Accelrys (ehemals Molecular Simulations Inc., MSI) in San Diego als Berater tätig.
Von 1992 bis 1996 leitete Sauer die Arbeitsgruppe Quantenchemie der Max-Planck-Gesellschaft, die der Humboldt-Universität angegliedert war. 1993 wurde er als ordentlicher Professor an die Humboldt-Universität und zum Ordinarius des dortigen Lehrstuhls für Physikalische und Theoretische Chemie berufen.
Sauers Hauptforschungsgebiete sind Ab-initio-Berechnungen von anorganischen Clustern und theoretische Untersuchungen zur Struktur, Energetik und Dynamik heterogener Katalyseprozesse an Zeolithsystemen. Sauer publizierte mehrere hundert wissenschaftliche Arbeiten. Zu seinen Co-Autoren gehört auch Angela Merkel.
Im Oktober 2017 wurde Sauer emeritiert, bleibt aber als Senior Researcher weiterhin wissenschaftlich tätig. Auf seinen Lehrstuhl wurde Martin Schütz (1963–2018) berufen.

### Wirken als Ehemann der Bundeskanzlerin

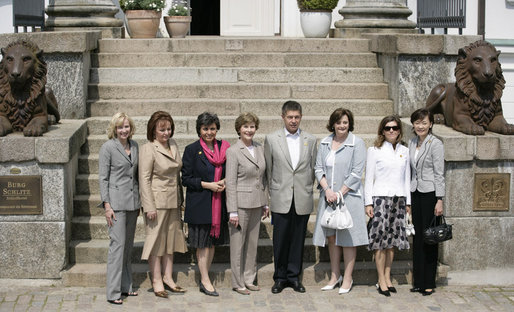
Joachim Sauer mit den Ehepartnerinnen der anderen Teilnehmer des G8-Gipfels in Heiligendamm beim Partnerprogramm

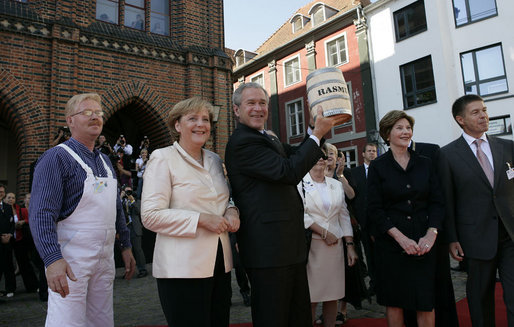
Sauer (r.) beim Besuch des US-Präsidenten George W. Bush in Stralsund 2006

Obwohl seine Frau als CDU-Vorsitzende (2000–2018) und Bundeskanzlerin (2005–2021) sehr in der Öffentlichkeit stand, waren gemeinsame öffentliche Auftritte eher selten. Entsprechend blieb Sauer 2005 auch Merkels Wahl zur Bundeskanzlerin fern, was in der Geschichte der Bundesrepublik eine Premiere darstellte. Ausnahmen bildeten die jährlichen Besuche der Festspiele in Bayreuth und Salzburg. Sauer begleitete seine Frau Anfang Januar 2006 erstmals auf einer Auslandsreise, die sie als Kanzlerin nach Wien unternahm. Am 13. Juli 2006 zeigte er sich beim Besuch des US-Präsidenten George W. Bush in Stralsund das erste Mal innerhalb Deutschlands zu einem offiziellen Anlass.
Am 25. März 2007 lud er erstmals zum Partnerprogramm (früher: Damenprogramm, Rahmenprogramm) ein. Aus deutscher Perspektive wurde es zu dieser Zeit als ungewöhnlich wahrgenommen, dass er am Rande des Gipfeltreffens des Europäischen Rats in Berlin zusammen mit den First Ladys speiste, während die durchweg männlichen ausländischen Staats- und Regierungschefs der EU-Mitgliedsstaaten mit seiner Frau zu Mittag aßen.
Sein Privatleben schirmte Sauer vor den Medien ab. Anfragen zu Interviews, die sich nicht auf seine wissenschaftliche Arbeit beziehen, lehnt er konsequent ab.
Im Herbst 2010 äußerte er sich in einem längeren Interview in einem Wissenschaftsmagazin zu den Forschungsbedingungen in der DDR.

## Ehrungen und Auszeichnungen
- 1972: Johann-Gottlieb-Fichte-Preis der Humboldt-Universität zu Berlin
- 1982: Friedrich-Wöhler-Preis der Chemischen Gesellschaft der DDR
- 1991: Dozentenstipendium des Fonds der Chemischen Industrie
- 1991: Chemiepreis der Akademie der Wissenschaften zu Göttingen
- 1995: Ordentliches Mitglied, Berlin-Brandenburgische Akademie der Wissenschaften
- 1998: Alexander-von-Humboldt-Preis des Belgischen Nationalfonds für wissenschaftliche Forschung
- 2006: Auswärtiges wissenschaftliches Mitglied, Fritz-Haber-Institut
- 2007: Mitglied der Leopoldina[8]
- 2009: Mitglied, Academia Europaea[9]
- 2010: Liebig-Denkmünze der Gesellschaft Deutscher Chemiker
- 2012: Heilbronner-Hückel Lecture der Schweizer Chemischen Gesellschaft und der Gesellschaft Deutscher Chemiker[10]
- 2014: Ehrendoktorwürde des University College London[11]
- 2015: François-Gault-Vorlesung der European Federation of Catalysis Societies (EFCATS)[12]
- 2018: Auswärtiges Mitglied der Royal Society[13]
- 2018: Ehrenpromotion der Brandenburgischen Technischen Universität Cottbus-Senftenberg[14]
- 2019: Schrödinger Medal der World Association of Theoretical and Computational Chemists (WATOC)
- 2020: Bunsen-Gedenkmünze[15]
- 2021: Auswärtiges Mitglied der Accademia delle Scienze di Torino[16]
- 2023: ACS Award in Surface Chemistry
- 2023: Internationales Ehrenmitglied der American Academy of Arts and Sciences[17]
- 2024: Blaise-Pascal-Medaille

Sauer ist Mitglied im Beirat mehrerer Institutionen, unter anderem beim Alfried-Krupp-Wissenschaftskolleg Greifswald.
Seit 2011 ist er Kuratoriumsmitglied der Friede-Springer-Stiftung.
Von 2015 bis 2016 war er Erster Vorsitzender der Deutschen Bunsen-Gesellschaft für Physikalische Chemie.

## Publikationen (Auswahl)
- Mit Christoph Jung: Quantenchemische Untersuchungen zu elektronischen Eigenschaften und zur zwischenmolekularen Wechselwirkung von open-shell-Systemen. Anwendung auf Elektronenübertragungsreaktionen zwischen den Radikalionen aromatischer Kohlenwasserstoffe und deren Reaktivität. Dissertation (A), Humboldt-Universität, Mathematisch-Naturwissenschaftliche Fakultät, Berlin 1974, 254 Seiten